# Angelo Anquilletti
Mario Angelo Anquilletti (San Donato Milanese, 25 aprile 1943 – Milano, 9 gennaio 2015) è stato un calciatore italiano, di ruolo difensore. Con la nazionale italiana si è laureato campione d'Europa nel 1968.

## Biografia
In un calcio dove i guadagni non erano ancora rilevanti, una volta terminata la carriera Anquilletti investì i propri soldi in alcune attività. Dapprima aprì una clinica odontoiatrica a Codogno, che in breve fu costretto a chiudere. Successivamente, insieme ad un socio, aprì una ditta dedita al commercio del ferro, anche questa di scarso successo. Concluse quindi la sua carriera lavorativa come gestore di un autolavaggio a Città Studi.
Morì nel 2015, all'età di 71 anni, dopo una lunga malattia. A causa dei debiti accumulati, il funerale fu pagato da amici di famiglia. In aiuto dei figli di Angelo accorse inoltre Roberto Donadoni, ripagando un debito di 50.000 euro verso creditori ed estinguendo l'ipoteca gravante sulla casa di famiglia, che permise agli eredi di mettere in vendita tale immobile.

## Caratteristiche tecniche
(Gianni Brera)
Terzino destro coriaceo, era molto abile in marcatura pur mantenendo un comportamento corretto con gli avversari. È stato fonte di ispirazione per Claudio Gentile.

## Carriera

### Club
Cresciuto nella Solbiatese, in Serie D, nella stagione 1964-1965 passò all'Atalanta, che militava nella massima serie. Il 15 novembre 1964, a 21 anni, esordì in Serie A nella vittoriosa trasferta sul campo del Cagliari (1-0). Rimase a Bergamo per due stagioni.
Nel 1966, a 23 anni, venne acquistato dal Milan. Vestì la maglia rossonera per undici stagioni, fino al 1977, formando una solida coppia difensiva con il tedesco Karl-Heinz Schnellinger, e fu una delle basi dei successi della squadra lombarda tra la fine degli anni sessanta e l'inizio degli anni settanta. Anquilletti totalizzò complessivamente 418 presenze nel Milan (sesto giocatore assoluto nella storia del club), così divise: 278 in Serie A, 71 in Coppa Italia, 63 nelle coppe europee e 6 in altri tornei. A Milano Anquilletti vinse uno scudetto, quattro Coppe Italia, una Coppa dei Campioni, una Coppa Intercontinentale e due Coppe delle Coppe (1968 e 1973). Celebre la sua doppietta contro il Levski Sofia nel 1967 in Coppa delle Coppe. Queste costituiscono le uniche due reti segnate dal terzino in carriera.
Chiuse la carriera nel Monza, in Serie B, all'età di 36 anni.
In carriera, trascorsa completamente in formazioni lombarde, ha totalizzato complessivamente 326 presenze in Serie A e 41 in Serie B, senza riuscire mai ad andare a segno nei campionati italiani.

### Nazionale
Anquilletti fece parte della rosa che si aggiudicò il campionato d'Europa 1968 organizzato dall'Italia, anche se non disputò alcuna gara.
Il suo debutto avvenne in occasione di una tournée in Messico, effettuata nel gennaio 1969, in vista del campionato del mondo 1970: due sfide contro la nazionale messicana che lo videro entrambe le volte in campo, le uniche sue presenze in azzurro. Un grave infortunio occorso in occasione della sfida Juventus-Milan del 29 marzo 1970 gli preclude la convocazione ai suddetti mondiali.
Per il resto si trovò, praticamente per tutta la carriera, "chiuso" in nazionale dalla presenza di Tarcisio Burgnich nel suo stesso ruolo.

## Statistiche

### Presenze e reti nei club
| Stagione          | Squadra           | Campionato        | Campionato | Campionato | Coppe nazionali | Coppe nazionali | Coppe nazionali | Coppe continentali | Coppe continentali | Coppe continentali | Altre coppe | Altre coppe | Altre coppe | Totale | Totale |
| Stagione          | Squadra           | Comp              | Pres       | Reti       | Comp            | Pres            | Reti            | Comp               | Pres               | Reti               | Comp        | Pres        | Reti        | Pres   | Reti   |
| ----------------- | ----------------- | ----------------- | ---------- | ---------- | --------------- | --------------- | --------------- | ------------------ | ------------------ | ------------------ | ----------- | ----------- | ----------- | ------ | ------ |
| 1961-1962         | Solbiatese        | D                 | 21         | 0          | -               | -               | -               | -                  | -                  | -                  | -           | -           | -           | 21     | 0      |
| 1962-1963         | Solbiatese        | D                 | 33         | 0          | -               | -               | -               | -                  | -                  | -                  | -           | -           | -           | 33     | 0      |
| 1963-1964         | Solbiatese        | C                 | 36         | 0          | -               | -               | -               | -                  | -                  | -                  | -           | -           | -           | 36     | 0      |
| Totale Solbiatese | Totale Solbiatese | Totale Solbiatese | 90         | 0          |                 | -               | -               |                    | -                  | -                  |             | -           | -           | 90     | 0      |
| 1964-1965         | Atalanta          | A                 | 16         | 0          | CI              | 2               | 0               | -                  | -                  | -                  | -           | -           | -           | 18     | 0      |
| 1965-1966         | Atalanta          | A                 | 32         | 0          | CI              | 3               | 0               | -                  | -                  | -                  | -           | -           | -           | 35     | 0      |
| Totale Atalanta   | Totale Atalanta   | Totale Atalanta   | 48         | 0          |                 | 5               | 0               |                    | -                  | -                  |             | -           | -           | 53     | 0      |
| 1966-1967         | Milan             | A                 | 28         | 0          | CI              | 5               | 0               | CM                 | 1                  | 0                  | CdA         | 4           | 0           | 38     | 0      |
| 1967-1968         | Milan             | A                 | 30         | 0          | CI              | 10              | 0               | CdC                | 10                 | 2                  | -           | -           | -           | 50     | 2      |
| 1968-1969         | Milan             | A                 | 30         | 0          | CI              | 3               | 0               | CC                 | 7                  | 0                  | -           | -           | -           | 40     | 0      |
| 1969-1970         | Milan             | A                 | 26         | 0          | CI              | 3               | 0               | CC                 | 3                  | 0                  | CInt        | 2           | 0           | 34     | 0      |
| 1970-1971         | Milan             | A                 | 28         | 0          | CI              | 12              | 0               | -                  | -                  | -                  | -           | -           | -           | 40     | 0      |
| 1971-1972         | Milan             | A                 | 28         | 0          | CI              | 10              | 0               | CU                 | 10                 | 0                  | -           | -           | -           | 48     | 0      |
| 1972-1973         | Milan             | A                 | 28         | 0          | CI              | 5               | 0               | CdC                | 8                  | 0                  | -           | -           | -           | 41     | 0      |
| 1973-1974         | Milan             | A                 | 29         | 0          | CI              | 3               | 0               | CdC                | 9                  | 0                  | SU          | 2           | 0           | 43     | 0      |
| 1974-1975         | Milan             | A                 | 11         | 0          | CI              | 5               | 0               | -                  | -                  | -                  | -           | -           | -           | 16     | 0      |
| 1975-1976         | Milan             | A                 | 22         | 0          | CI              | 10              | 0               | CU                 | 8                  | 0                  | -           | -           | -           | 40     | 0      |
| 1976-1977         | Milan             | A                 | 18         | 0          | CI              | 5               | 0               | CU                 | 5                  | 0                  | -           | -           | -           | 28     | 0      |
| Totale Milan      | Totale Milan      | Totale Milan      | 278        | 0          |                 | 71              | 0               |                    | 61                 | 2                  |             | 8           | 0           | 418    | 2      |
| 1977-1978         | Monza             | B                 | 32         | 0          | CI              | 3               | 0               | -                  | -                  | -                  | -           | -           | -           | 35     | 0      |
| 1978-1979         | Monza             | B                 | 9          | 0          | CI              | 0               | 0               | -                  | -                  | -                  | -           | -           | -           | 9      | 0      |
| Totale Monza      | Totale Monza      | Totale Monza      | 41         | 0          |                 | 3               | 0               |                    | -                  | -                  |             | -           | -           | 44     | 0      |
| Totale carriera   | Totale carriera   | Totale carriera   | 457        | 0          |                 | 79              | 0               |                    | 61                 | 2                  |             | 8           | 0           | 605    | 2      |

### Cronologia presenze e reti in nazionale
| Cronologia completa delle presenze e delle reti in nazionale ― Italia | Cronologia completa delle presenze e delle reti in nazionale ― Italia | Cronologia completa delle presenze e delle reti in nazionale ― Italia | Cronologia completa delle presenze e delle reti in nazionale ― Italia | Cronologia completa delle presenze e delle reti in nazionale ― Italia | Cronologia completa delle presenze e delle reti in nazionale ― Italia | Cronologia completa delle presenze e delle reti in nazionale ― Italia | Cronologia completa delle presenze e delle reti in nazionale ― Italia |
| Data                                                                  | Città                                                                 | In casa                                                               | Risultato                                                             | Ospiti                                                                | Competizione                                                          | Reti                                                                  | Note                                                                  |
| --------------------------------------------------------------------- | --------------------------------------------------------------------- | --------------------------------------------------------------------- | --------------------------------------------------------------------- | --------------------------------------------------------------------- | --------------------------------------------------------------------- | --------------------------------------------------------------------- | --------------------------------------------------------------------- |
| 1-1-1969                                                              | Città del Messico                                                     | Messico                                                               | 2 – 3                                                                 | Italia                                                                | Amichevole                                                            | -                                                                     | 72’                                                                   |
| 5-1-1969                                                              | Città del Messico                                                     | Messico                                                               | 1 – 1                                                                 | Italia                                                                | Amichevole                                                            | -                                                                     |                                                                       |
| Totale                                                                |                                                                       | Presenze                                                              | 2                                                                     |                                                                       | Reti                                                                  | 0                                                                     |                                                                       |

## Palmarès

Anquilletti in nazionale

### Club

#### Competizioni nazionali
- Campionato italiano Serie D: 1

Solbiatese: 1962-1963
- Coppa Italia: 4

Milan: 1966-1967, 1971-1972, 1972-1973, 1976-1977
- Campionato italiano: 1

Milan: 1967-1968

#### Competizioni internazionali
- Coppa delle Coppe: 2

Milan: 1967-1968, 1972-1973
- Coppa dei Campioni: 1

Milan: 1968-1969
- Coppa Intercontinentale: 1

Milan: 1969

### Nazionale
- Campionato d'Europa: 1

Italia 1968